# Gymnostomiella erosula
Gymnostomiella erosula là một loài Rêu trong họ Pottiaceae. Loài này được (Müll. Hal. ex Dusén) Arts mô tả khoa học đầu tiên năm 1996.